# Rode mangrove
De rode mangrove (Rhizophora mangle) of, in Suriname mangro en op de ABC-eilanden manguel tam genoemd, is een van de drie belangrijkste mangrove-soorten, naast de witte en de zwarte.
De rode mangrove staat meestal wat dichter bij de waterrand dan de witte of de zwarte, hoewel ze vaak samen voorkomen. De rode heeft wat grotere bladeren en is te herkennen aan zijn lange steltwortels die uit de stam naar alle kanten groeien om de grip van de plant op de natte modder waarop hij groeit te verstevigen. Ook kan hij zich door die steltwortels verplaatsen om buiten de schaduw van de oudere bomen te komen. Hij wordt daarom wel de "walking mangrove"genoemd.
De vruchten lijken op hangende potloden, naar het zijn eigenlijk zaailingen die in het water vallen en dan tot een jaar lang kunnen blijven ronddobberen totdat ze ergens een plekje gevonden hebben om wortel te schieten. De soort is vivipaar.
In tegenstelling tot de witte en de zwarte soort heeft de rode mangrove geen zoutklieren op het blad om overtollig zout uit te scheiden. In plaats daarvan wordt het zout al tegengehouden op het tussenvlak van de wortel met de bodem.

## Beeldgalerij

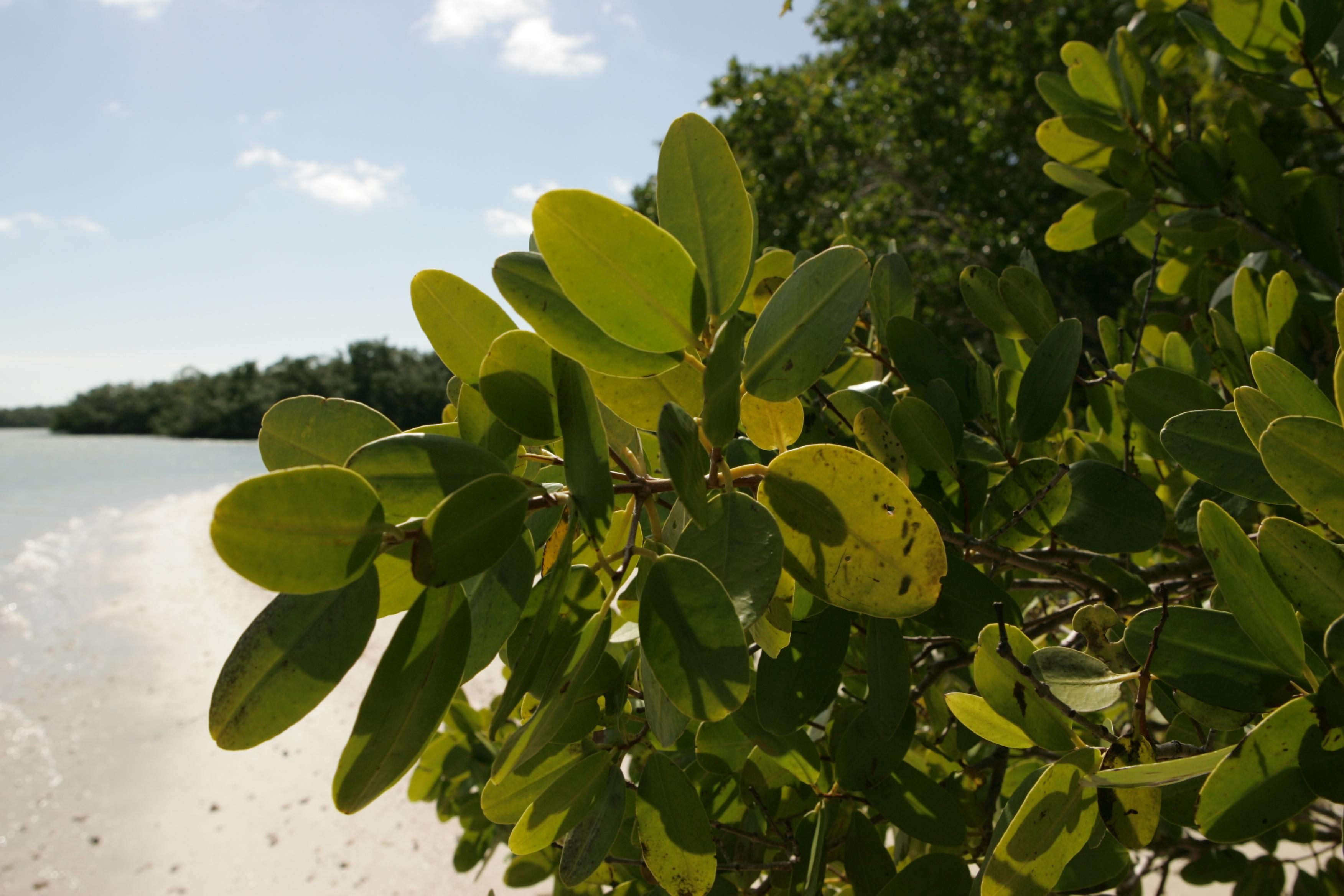
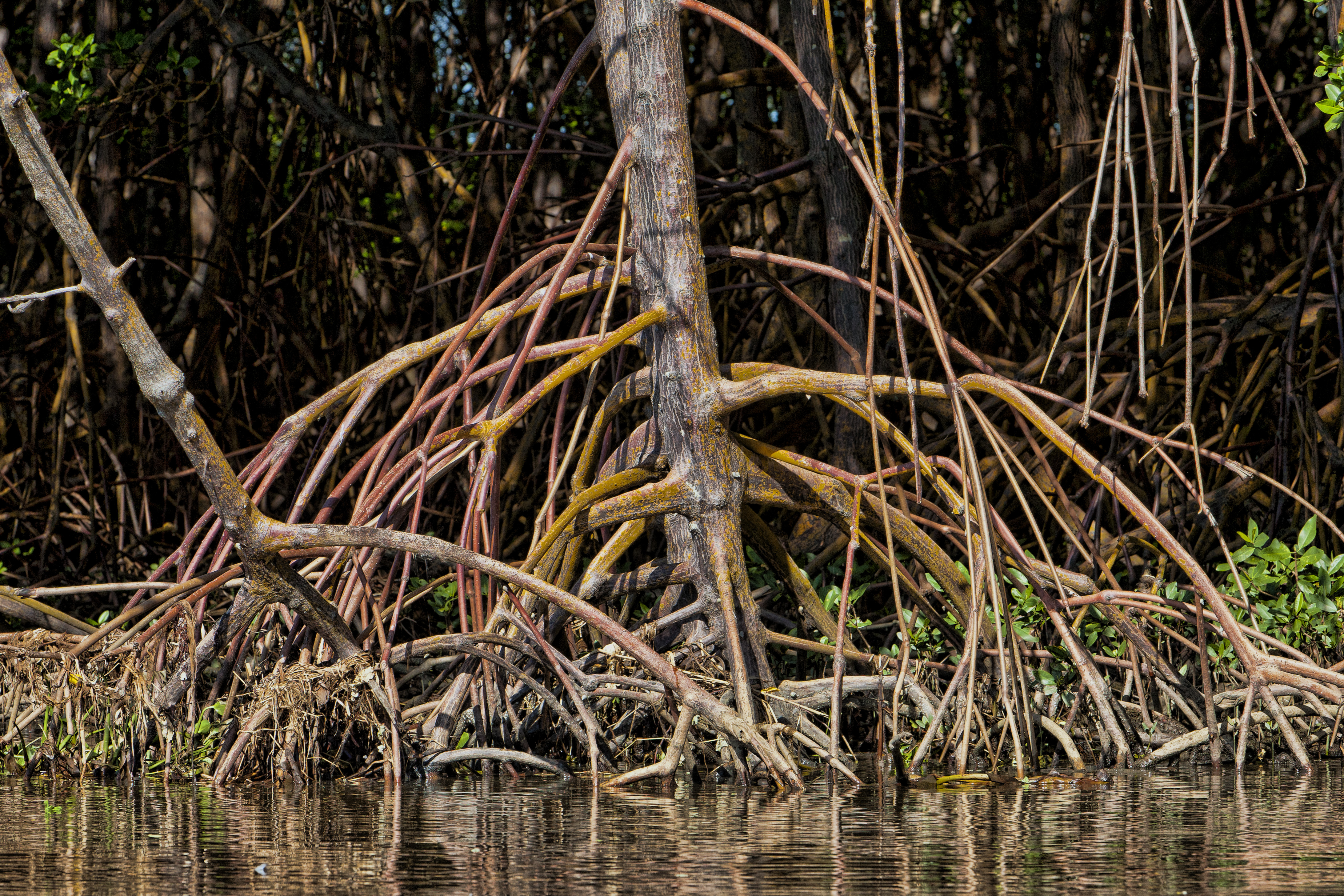
Steltwortels
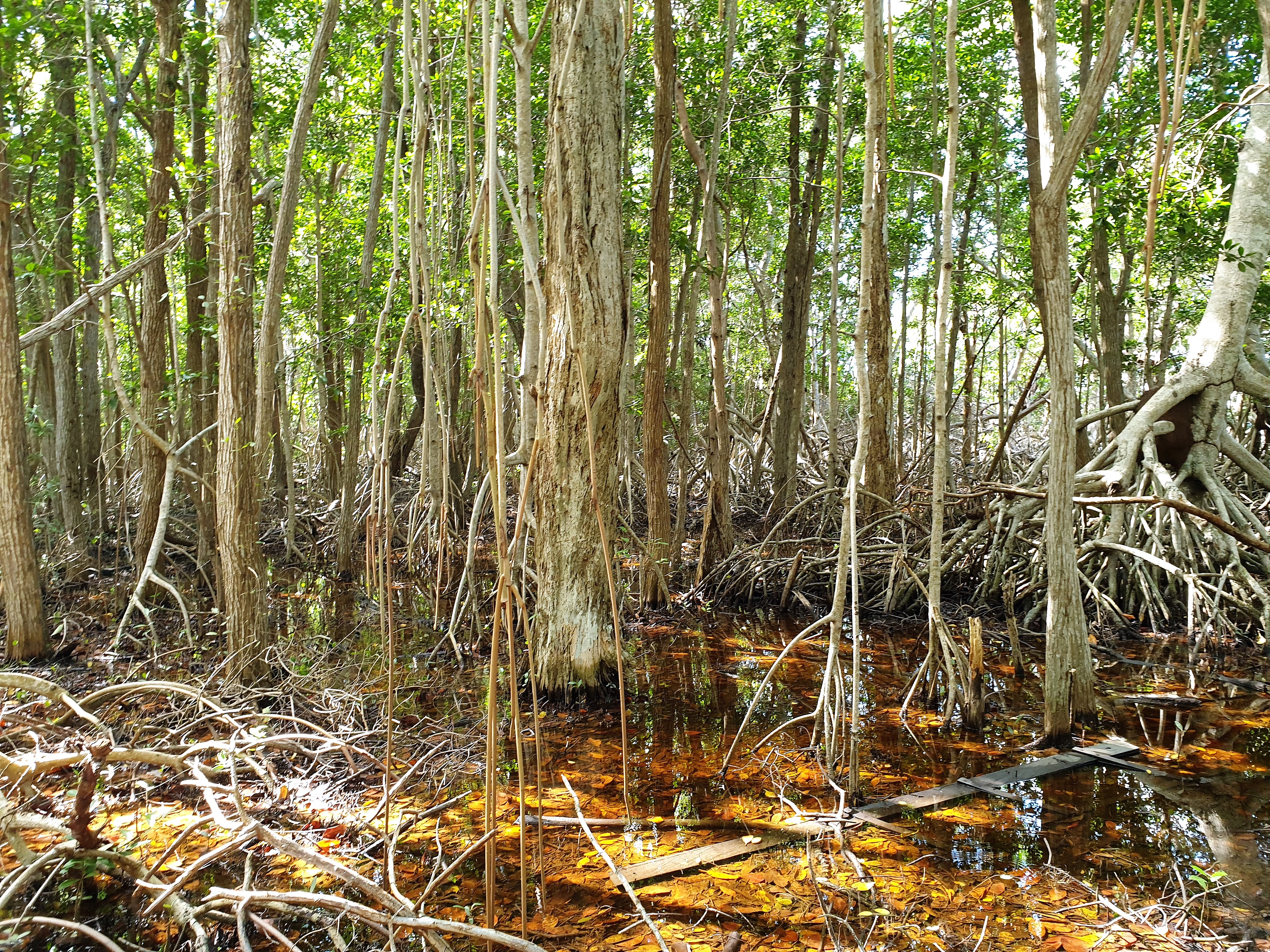
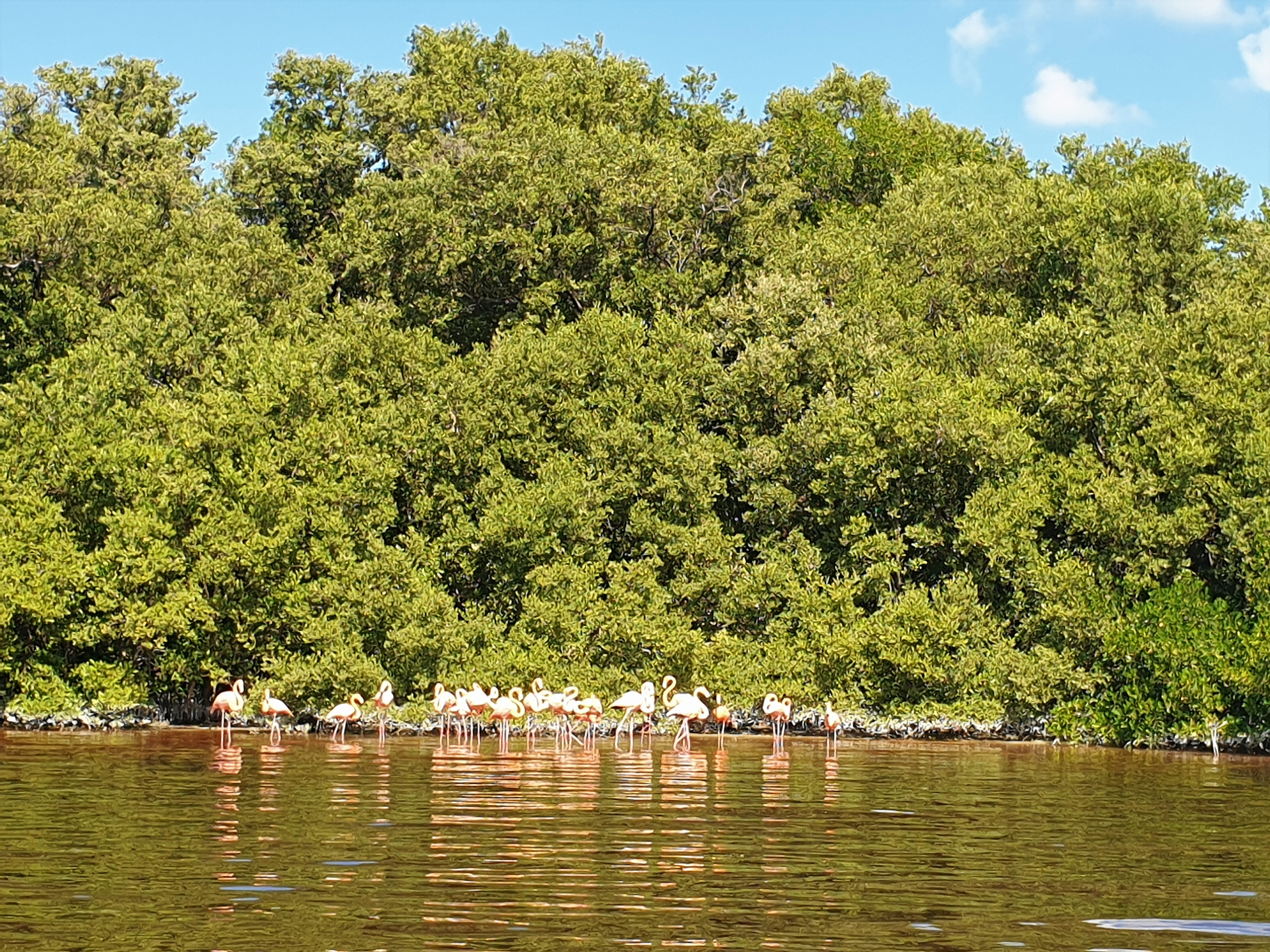